# Status Quo
 Denne artikel omhandler det britiske rockband Status Quo. Opslagsordet har også en anden betydning, se Status quo.
Status Quo er et britisk rockorkester, med blandt andet hits som Down Down, Whatever You Want og Caroline. Status Quo blev startet i 1962 af bassisten Alan Lancaster og guitarist/forsanger Francis Rossi.

## Diskografi
- Picturesque Matchstickable Messages from the Status Quo (1968)
- Spare Parts (1969)
- Ma Kelly's Greasy Spoon (1970)
- Dog of Two Head (1971)
- Piledriver (1972)
- Hello! (1973)
- Quo (1974)
- On the Level (1975)
- Blue for You (1976)
- Rockin' All Over the World (1977)
- If You Can't Stand the Heat... (1978)
- Whatever You Want (1979)
- Just Supposin' (1980)
- Never Too Late (1981)
- 1+9+8+2 (1982)
- Back to Back (1983)
- In The Army Now (1986)
- Ain't Complaining (1988)
- Perfect Remedy (1989)
- Rock 'til You Drop (1991)
- Thirsty Work (1994)
- Don't Stop (1996)
- Under The Influence (1999)
- Famous in the Last Century (2000)
- Heavy Traffic (2002)
- Riffs (2003)
- The Party Ain't Over Yet (2005)
- In Search of the Fourth Chord (2007)
- Quid Pro Quo (2011)
- Bula Quo! (2013)
- Aquostic: Stripped Bare (2014)
- Aquostic II: That's a Fact (2016)